# Bosque Urbano Tlaquepaque

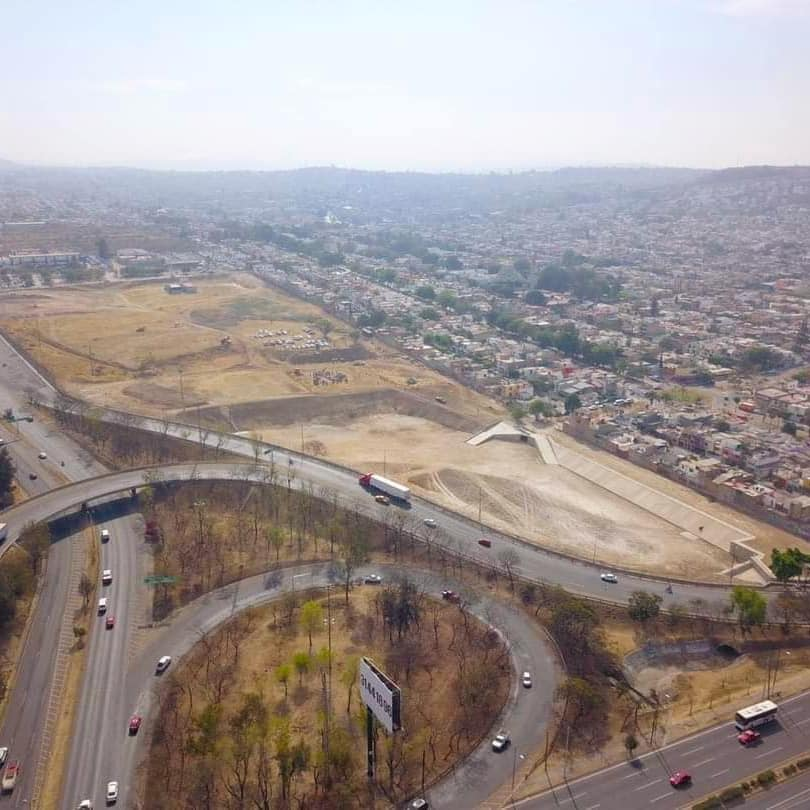
Terreno donde está el Bosque Urbano Tlaquepaque, previo a su intervención

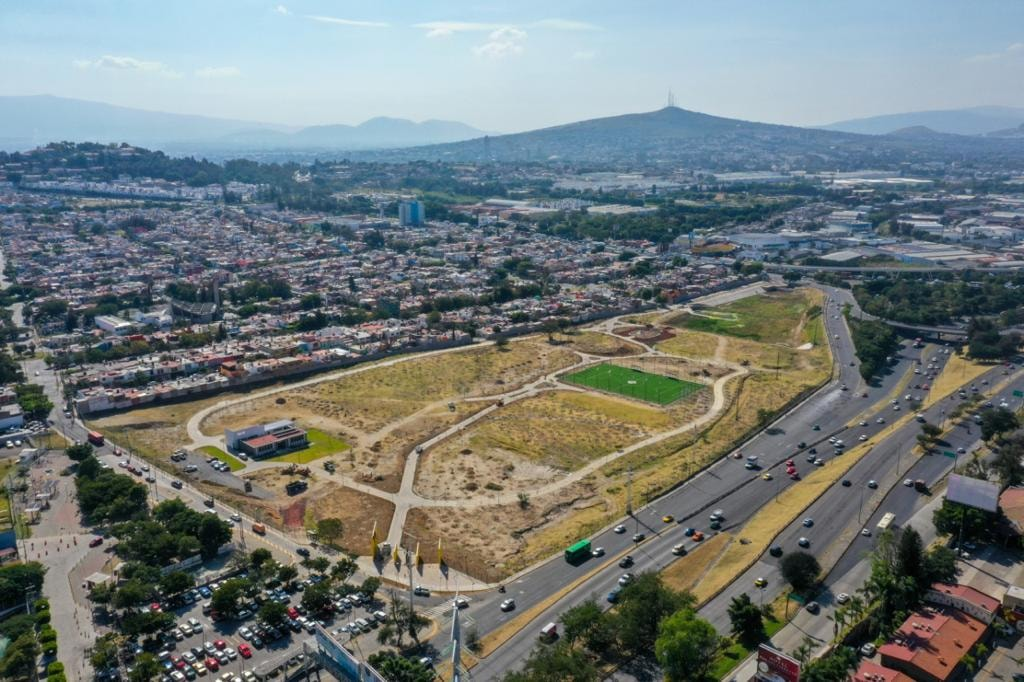
Panorámica del Bosque ya intervenido

El Bosque Urbano Tlaquepaque es un bosque urbano público a cargo de la Agencia Metropolitana de Bosques Urbanos del Área Metropolitana de Guadalajara (AMBU), OPD metropolitano del Gobierno del Estado de Jalisco, el cual está ubicado en la zona de El Álamo, dentro  del Fraccionamiento Revolución de San Pedro Tlaquepaque, Jalisco en México, justo en el acceso suroriente de la Área Metropolitana de Guadalajara, con una extensión de más de 10.5 hectáreas, es el espacio público más grande de todo el municipio.
El Bosque Urbano Tlaquepaque tiene como objetivo principal, mitigar los impactos ambientales de la zona, convirtiéndose en un espacio densamente arbolado con la infraestructura mínima posible, abonando al Plan de Acción Climática del Área Metropolitana de Guadalajara.  Todas las especies de árboles con las que ha sido forestado son nativas de la región, con la finalidad de recuperar nuestros ecosistemas en las zonas urbanas, atrayendo aves, reptiles, insectos y mamíferos para que este sea su refugio, además de ser un espacio que pueda captar e infiltrar agua de las lluvias, abonando a la recarga de los mantos acuíferos de la zona.
El Bosque Urbano Tlaquepaque nace a raíz de un movimiento vecinal en el Fraccionamiento Revolución encabezado por el Colectivo Vecinal Bosque Urbano Tlaquepaque a inicios del 2020, el cual retoma las bases de movimientos vecinales surgidos en los años 90, a inicios de 2000 y de la década del 2010 en pro de la construcción del Parque Metropolitano de Tlaquepaque, los cuales no tuvieron los resultados esperados en su momento.

## Historia del terreno
El terreno donde se encuentra ubicado el bosque, es un terreno de propiedad estatal, en el cruce de la Calzada Lázaro Cárdenas y la Carretera Chapala en Tlaquepaque, el cual desde los años 80 era usado como área recreativa por los vecinos de la zona, dando como resultado que en los años 90 se proyectara construir un parque público para dar servicio ambiental y recreativo a los habitantes de la zona de El Álamo, El Tapatío y Tlaquepaque Centro, el cual correría su construcción a cargo del gobierno estatal y tendría una extensión de 20 hectáreas, hasta que el proyecto fue abandonado en 1992 debido a que el lugar sirvió para dar destino final a los escombros de las explosiones de Guadalajara de 1992 del Sector Reforma en Guadalajara. 
A mediados de los años 2000 el terreno es subdividido y son construidas distintas instalaciones de dependencias estatales, entre ellas el Instituto Jalisciense de Ciencias Forenses, lo que llevó a que el terreno original disponible se redujera a 10 hectáreas, y este fuera enrejado impidiendo el paso de los habitantes hacia su interior.

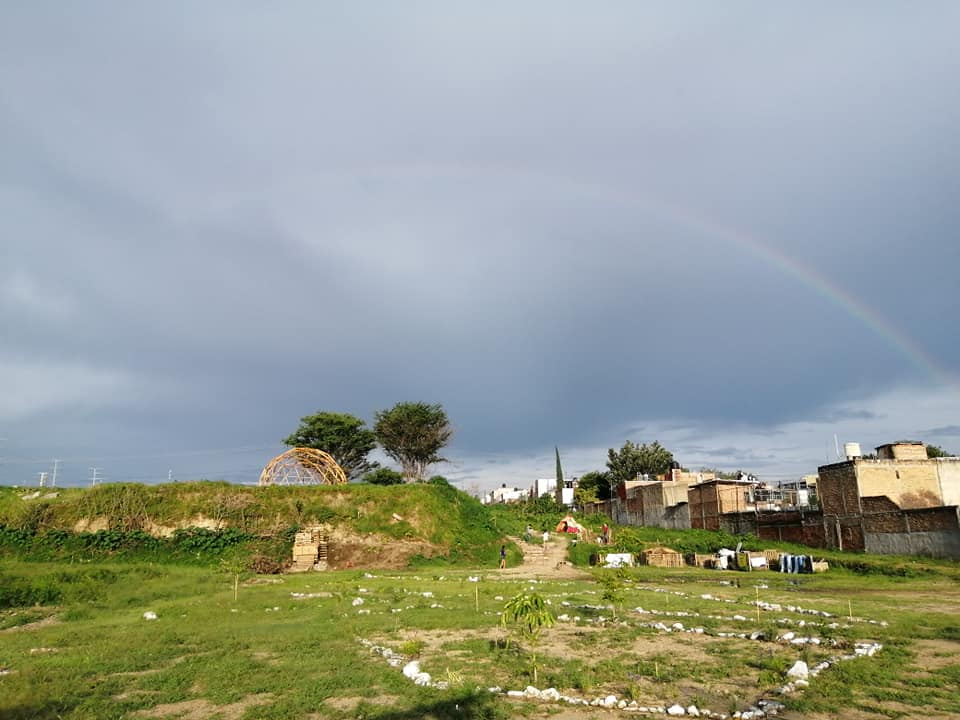
Explanada adecuada por los vecinos durante la resistencia vecinal

A inicios de la década de 2010, 7 de las 10 hectáreas restante son dadas en comodato al Consejo Agropecuario de Jalisco para la construcción de la Ciudad Agropecuaria, el cual contemplaba un gran complejo de oficinas y lugares interactivos de agricultura, del proyecto inicial fue construido solamente un módulo de oficinas, en donde se realizaban distintas actividades de investigaciones agrícolas, pero años más tarde, quedaron abandonadas y vandalizadas.
En 2014, es presentado ante las y los vecinos de la zona el segundo proyecto oficial de parque en el terreno por parte del gobierno estatal, el cual contemplaba además de espacios verde, contemplaba oficinas estatales y municipales y la recuperación del vaso regulador para mitigar la inundaciones de la zona, el proyecto tenía como nombre Parque Recreativo Metropolitano de San Pedro Tlaquepaque. Este proyecto se planificaría en 4 fases, dando inicio la primera de ellas en 2015 con una inversión aproximada de 15 millones de pesos, y dicha fase sería la única que se ejecutaría, la cual consistió en la reconfiguración del acceso norte de la colonia (la calle Batalla de Zacatecas), creando un estacionamiento para el IJCF, mobiliario público y una cancha de usos múltiples.

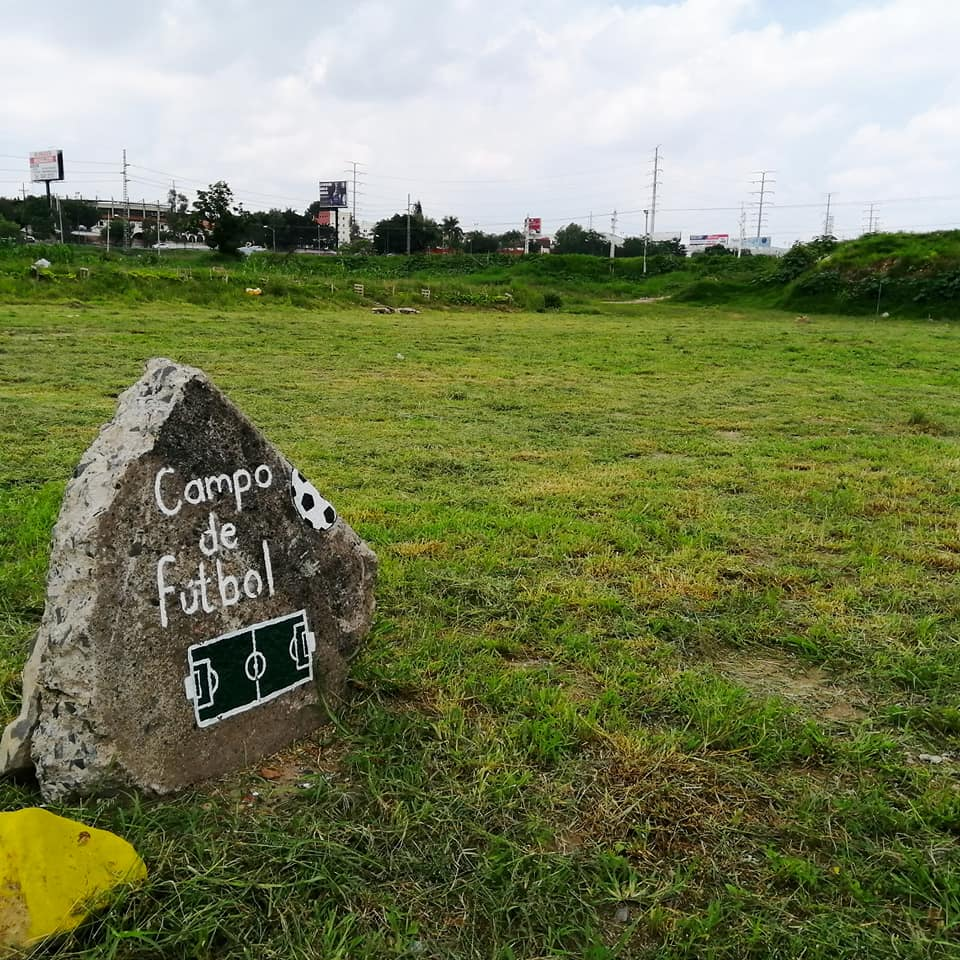
Cancha de futbol acondicionada por los vecinos previo a la intervención

## Movimiento vecinal en Pro del Bosque Urbano Tlaquepaque

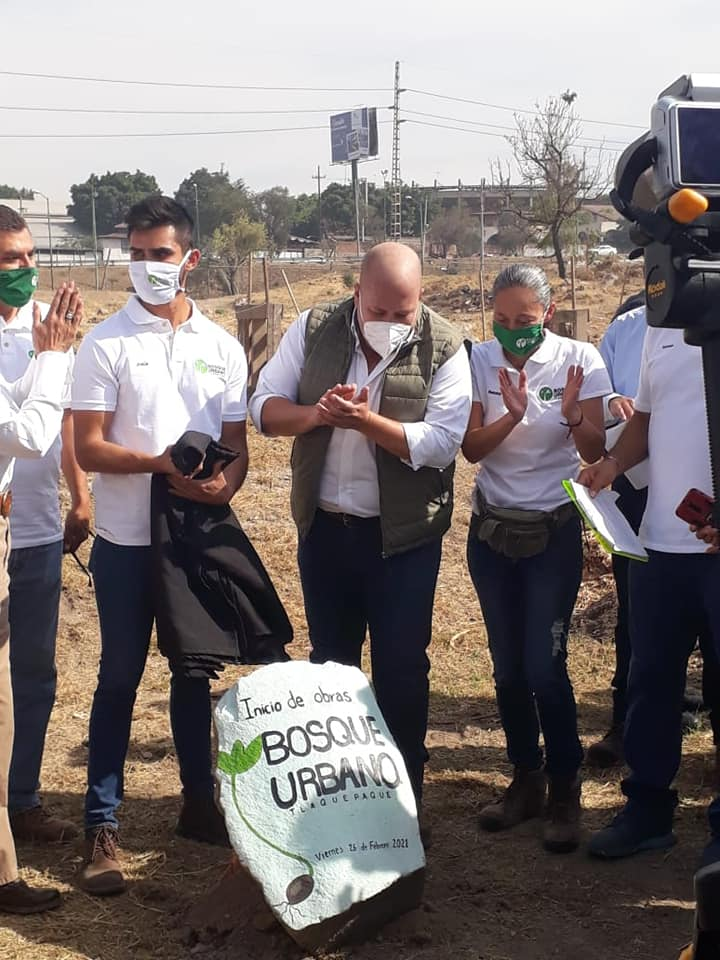
Piedra de arranque de obras del Bosque Urbano Tlaquepaque

En el año 2018 durante las asambleas vecinales del Fraccionamiento Revolución se comienza a discutir el planteamiento para solicitar al gobierno del estado retomar el proyecto del Parque Metropolitano de Tlaquepaque en dicho terreno, pero por diversos temas prioritarios para atender en la zona por parte de los colonos, se deja en espera el proyecto de petición.
A raíz de un gran incendio sucedido el 18 de abril del 2020 dentro de terreno, los vecinos nuevamente ponen en el debate local cual sería el mejor destino para el terreno, coincidiendo todos en retomar la idea inicial de los años 90 e impulsar la recuperación del terreno como un espacio público verde. Durante el mes de mayo del 2020, la posible instalación del corralón en el terreno por parte de la Secretaria de Administración del Estado hace que tome más fuerza el movimiento vecinal, por lo que inicia un proceso de organización ciudadana dentro de la colonia para argumentar el porque no era viable la instalación del corralón y en cambio, el porque se debería de destinar el terreno para el espacio verde anhelado durante mas de 30 años. Esta organización incluyó gestiones vecinales para informar a los vecinos acerca de la iniciativa ciudadana, gestiones ante autoridades municipales, estatales y metropolitanas, análisis del contexto del lugar en temas ambientales, un cierre vial sobre la carretera Chapala, protestas afuera de la presidencia municipal, acciones comunitarias dentro del terreno como la limpieza del espacio, creación de huertos comunitarios, adecuación de zonas para la recreación, forestación del terreno, instalación de un Centro de Acopio de Residuos para el acopio de residuos reciclables, realización de talleres de participación ciudadana para la creación de un proyecto ciudadano del bosque, levantamientos topográficos del terreno, estudios de mecánica de suelos y programa de capacitación ciudadana, todo coordinado por el Colectivo Vecinal Bosque Urbano Tlaquepaque, grupo vecinal que nace dentro de este movimiento social. 
El 31 de mayo de 2020, es tomado el terreno de manera pacífica por los vecinos, iniciando así el proceso de apropiación del espacio.
El 4 de junio del 2020 es bloqueada la carretera Chapala por un grupo de alrededor de 350 vecinos, exigiendo un diálogo a las autoridades estatales, el cual es atendido de inmediato. En julio del 2020 es presentado el proyecto vecinal a la Agencia Metropolitana de Bosques Urbanos, IMEPLAN y Coordinación General Estratégica de Gestión del Territorio, quienes ven viable el proyecto, debido al fundamento y planteamiento del colectivo vecinal, y dichas dependencias fueron las encargadas de gestionar de forma interna en el gobierno estatal la construcción del
Bosque Urbano Tlaquepaque.

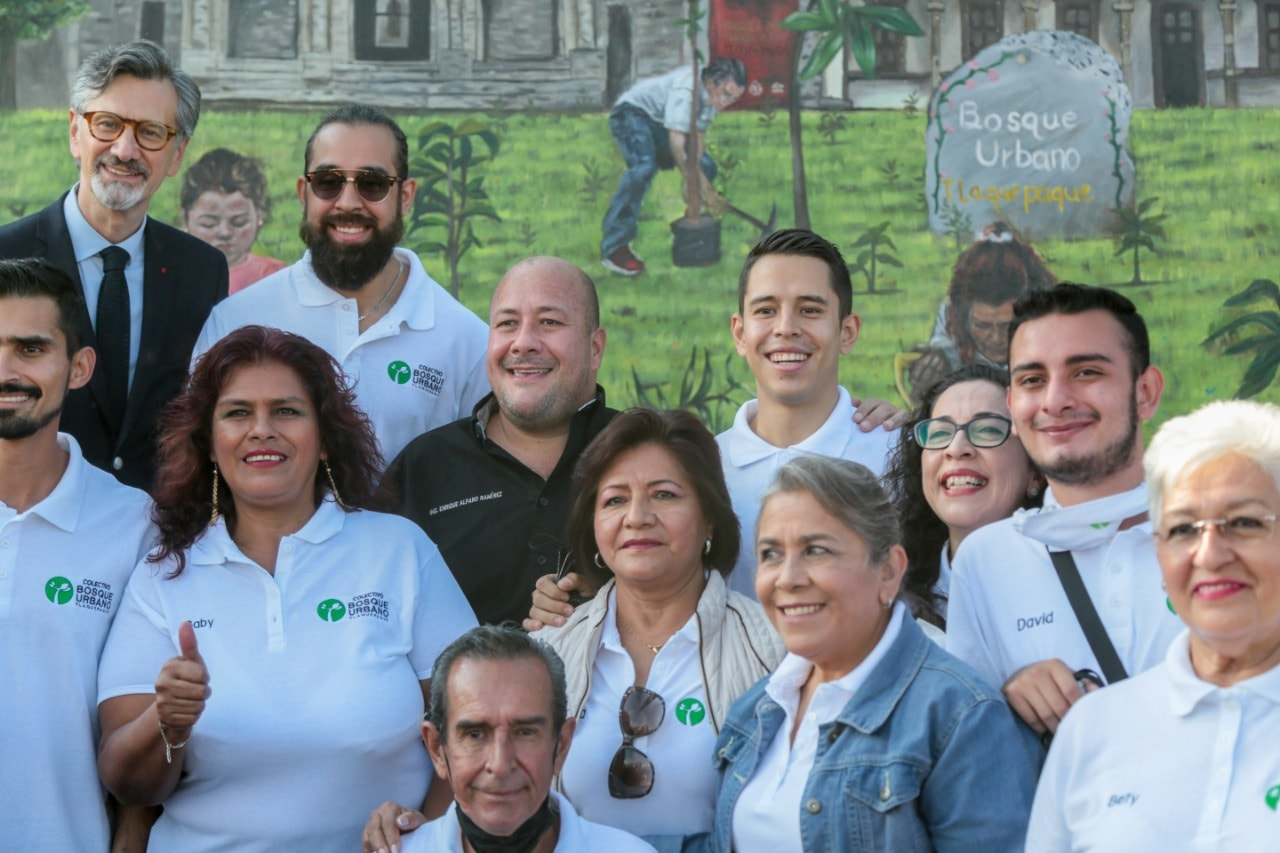
Colectivo Vecinal Bosque Urbano Tlaquepaque, gobernador de Jalisco Enrique Alfaro y embajador de Francia Jean-Pierre Asvazadourian

El 26 de agosto del año 2020, el terreno es visitado por el Gobernador del Estado de Jalisco Enrique Alfaro, la alcaldesa de San Pedro Tlaquepaque María Elena Limón García, la Coordinadora General Estratégica de Gestión del Territorio Patricia Martínez Barba, el Director del IMEPLAN Mario Silva Rodríguez y demás funcionarios del gobierno municipal y estatal  con el objetivo de comunicar al Colectivo Vecinal Bosque Urbano Tlaquepaque y demás vecinos de la zona el descarte de la instalación del corralón vehicular y en cambio, destinar la totalidad del terreno para la creación de un nuevo parque público para la ciudad, naciendo el Bosque Urbano Tlaquepaque de forma oficial.
El 26 de febrero del 2021, nuevamente es visitado el terreno por las autoridades municipales, metropolitanas y estatales para dar inicio a las obras del Bosque Urbano Tlaquepaque en conjunto con el Colectivo Vecinal Bosque Urbano Tlaquepaque y los vecinos de la zona. El cual contempló una inversión aproximada de 52 millones de pesos, en la que se adecuó el vaso regulador para mitigar las inundaciones de la zona, la creación de una cancha de futbol, áreas infantiles, caminamientos, mobiliario público como bancas e iluminación, rehabilitación del módulo de oficinas y la forestación del terreno con árboles endémicos de la zona, entre los cuales destacan los fresnos, primaveras, rosamoradas, guamúchiles, guajes, tepehuajes, parotas y mezquites.

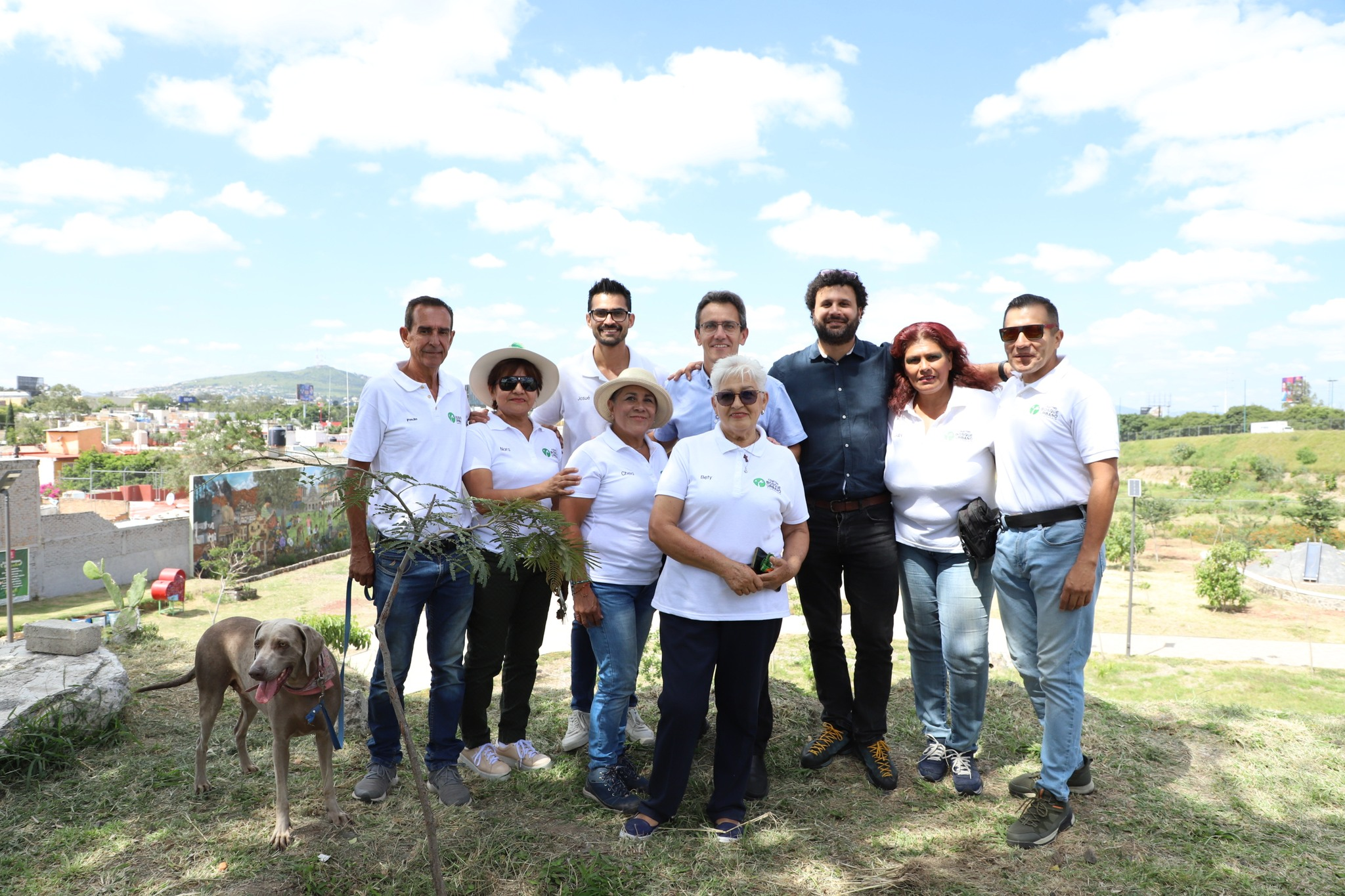
Colectivo Vecinal Bosque Urbano Tlaquepaque junto a representantes del Área Metropolitana de Barcelona

El 27 de noviembre del 2021 es inaugurado de forma oficial el Bosque Urbano Tlaquepaque, asistiendo el Colectivo Bosque Urbano Tlaquepaque, vecinos de la zona y contando con la presencia de autoridades estatales, municipales, metropolitanas, así como del Gobernador del Estado de Jalisco Enrique Alfaro, el Embajador de Francia en México Jean-Pierre Asvazadourian y la Agencia Francesa para el Desarrollo.

## Instalaciones
El termino "Bosque Urbano" responde a un espacio verde urbano que está dedicado a la conservación y restauración de los ecosistemas, y el nombre de este bosque urbano es “Tlaquepaque”, nombre que fue elegido dentro del Colectivo Vecinal de entre los siguientes nombres “El Álamo”, “El Tapatío” o “Revolución”, pero con la finalidad de darle mayor visibilidad a la causa vecinal, se eligió "Tlaquepaque".
El Bosque Urbano Tlaquepaque cuenta con las siguientes características: 
- Más de 2,000 ejemplares de árboles jóvenes, nativos de la región.
- Andadores adoquinados, de jalcreto y de tierra compactada totalmente iluminados.
- Bancas y mesas de pícnic a lo largo del terreno.
- Oficinas de la Agencia Metropolitana de Bosques Urbanos Guadalajara.
- Sanitarios.
- Cancha de fútbol-7 de pasto sintético.
- Explanada multiusos.
- 2 áreas de juegos infantiles.
- 4 Ingresos completamente nuevos.
- 3 Plazoletas como puntos de reunión.
- Vaso Regulador El Álamo, que funciona para mitigar inundaciones en la parte baja del Fraccionamiento Revolución.
- Jardines polinizadores a lo largo del sitio.
- Arboretum Ficus de Jalisco
- Banqueta perimetral sobre Calzada Lázaro Cárdenas totalmente renovada, arborizada y alumbrada.
- Punto Verde Metropolitano
- Huerto Comunitario
- Geodésica polinizadora

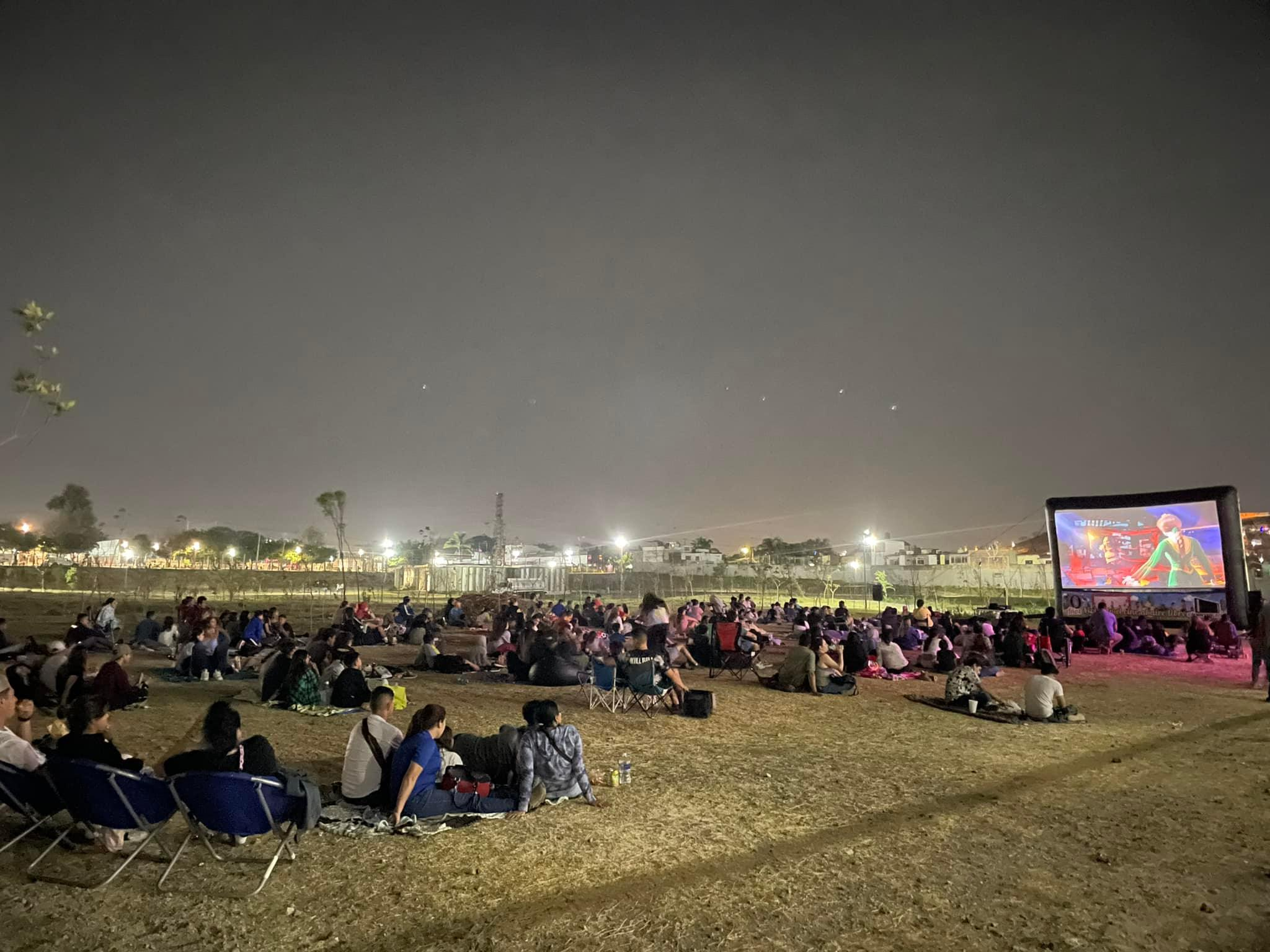
Función de Cine al aire libre

Su horario de operación es de 6:00hrs a 22:00hrs todos los días del año, con una entrada gratuita.
Todos los días viernes al atardecer se realiza cine al aire libre en la explanada de usos múltiples, el cual es una actividad gratuita.

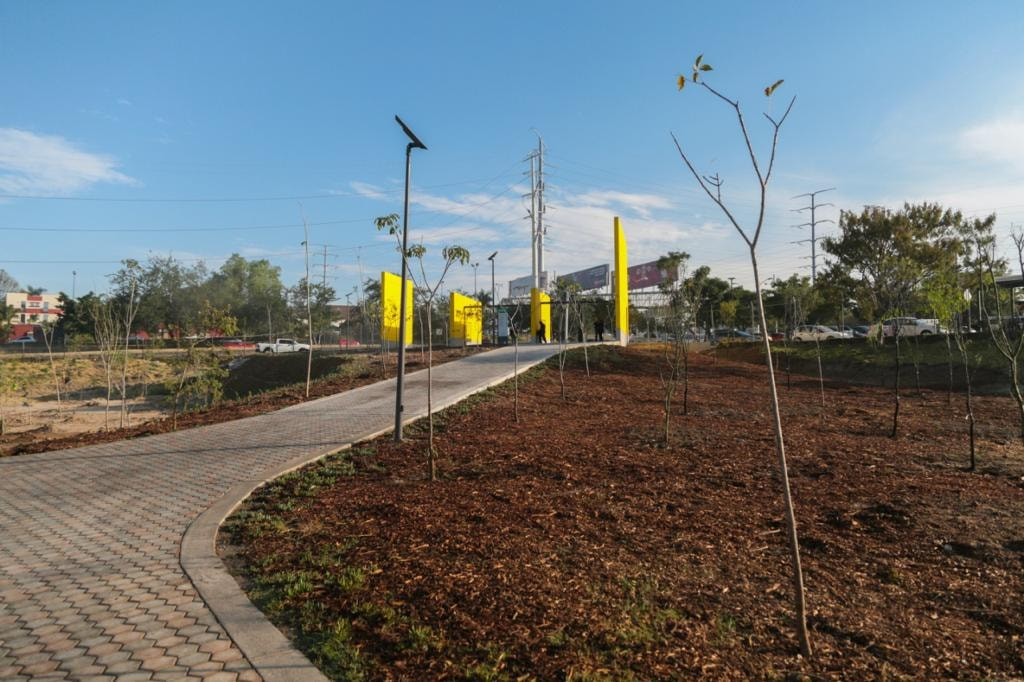
Acceso Lázaro Cárdenas

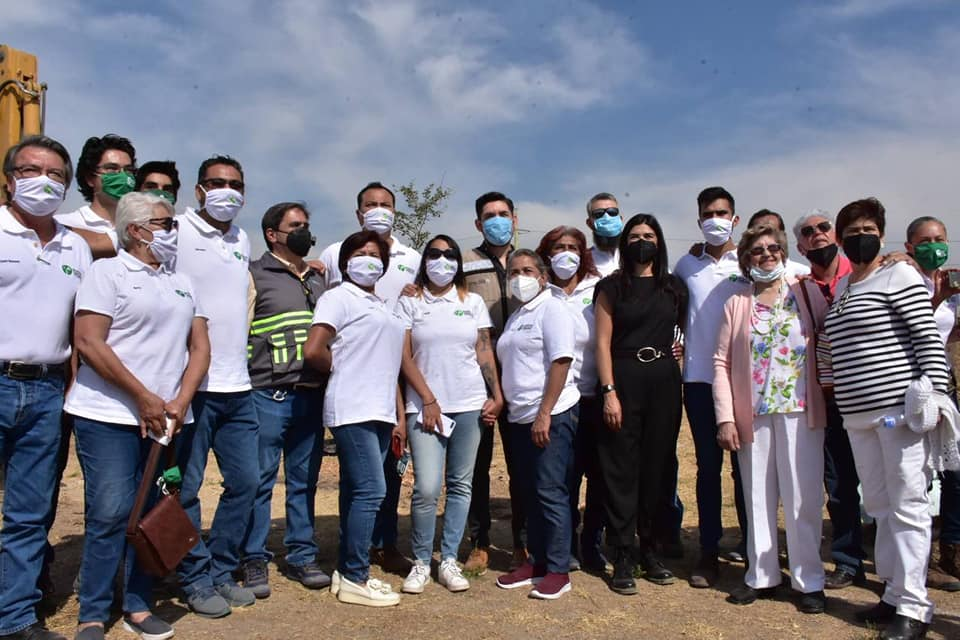
Miembros del Colectivo Bosque Urbano Tlaquepaque junto con vecinos y funcionarios públicos que apoyaron el proyecto ciudadano

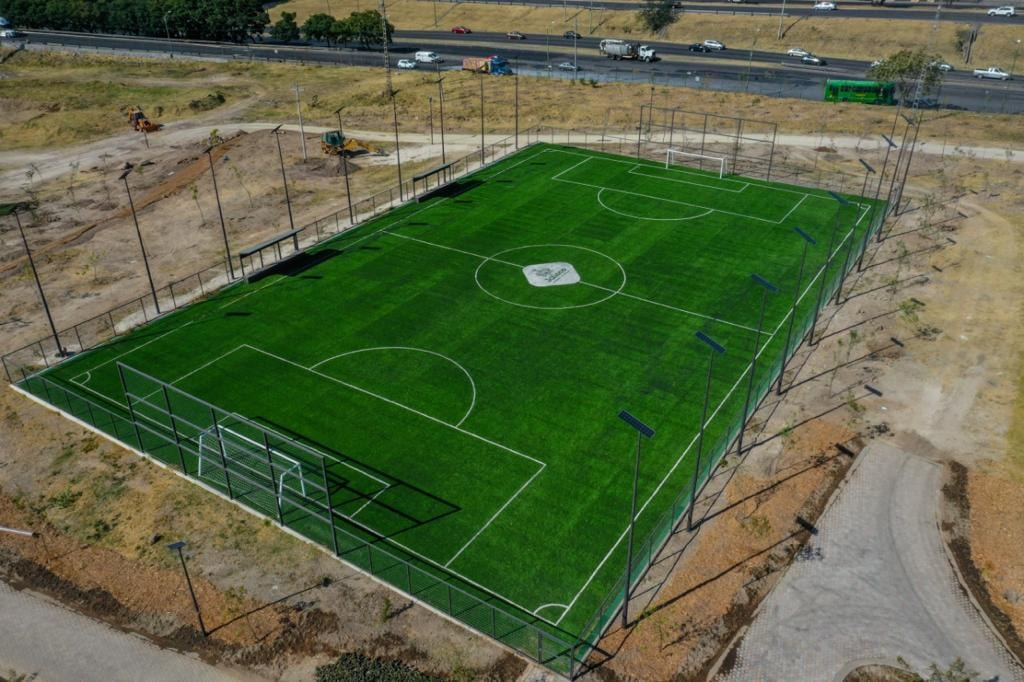
Nueva cancha de fútbol-7

## Flora y Fauna
El Bosque Urbano Tlaquepaque es un espacio que se encuentra en proceso de restauración ambiental; actualmente lo habitan más de 3000 ejemplares de más de 30 especies nativas de árboles, las cuales se muestran en la siguiente tabla: 
| Arbolado                          | Arbolado                     |
| Nombre                            | Nombre científico            |
| --------------------------------- | ---------------------------- |
| Ahuehuete                         | Taxodium mucronatum          |
| Arrayán                           | Psidium sartorianum          |
| Cacalosúchil                      | Plumeria rubra               |
| Camichín                          | Ficus pertusa                |
| Caoba                             | Swietenia humilis            |
| Cascabelillo/ Ocotillo            | Fouquieria formosa           |
| Cedro rojo                        | Cedrela odorata              |
| Ceiba                             | Carpobrotus edulis           |
| Clavellina                        | Pseudobombax palmeri         |
| Codo de fraile                    | Thevetia peruviana           |
| Colorín                           | Erythirna Americana          |
| Fresno                            | Fraxinus uhdei               |
| Guayabo calvillo                  | Psidium guajava              |
| Guaje                             | Leucaena leucocephala        |
| Guamúchil                         | Pithecellobium dulce         |
| Huizache                          | Vachellia farnesiana         |
| Mezquite blanco                   | Prosopis laevigata           |
| Olivo negro                       | Terminalia burceras          |
| Palo dulce                        | Eysenhardtia polystachya     |
| Paloverde amarillo                | Cercidium microphyllum       |
| Papelillo                         | Bursera multijuga            |
| Parota                            | Enterolobium Cyclocarpum     |
| Primavera                         | Roseodendron donnell-smithii |
| Rosamorada                        | Tabebuia rosea               |
| San José de la Montaña "Pingüica" | Ehretia tinifolia            |
| Sauce ahuejote                    | Salix bonplandiana           |
| Tabachín enano                    | Caesalpinia pulcherrima      |
| Tepehuaje                         | Lysiloma acapulcense         |
| Tepozan                           | Buddleja cordata             |
| Tronadora                         | Tecoma stans                 |
| Yoyote                            | Thevetia ovata               |
| Zapote blanco                     | Casimiroa edulis             |

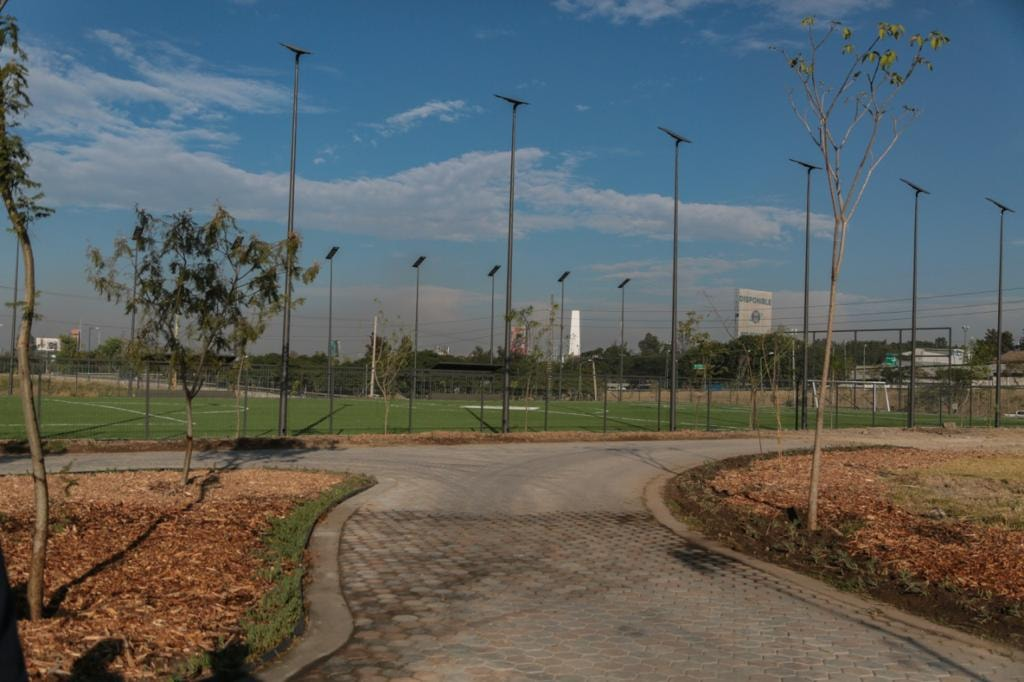
Caminos y arbolado nuevo del Bosque Urbano Tlaquepaque

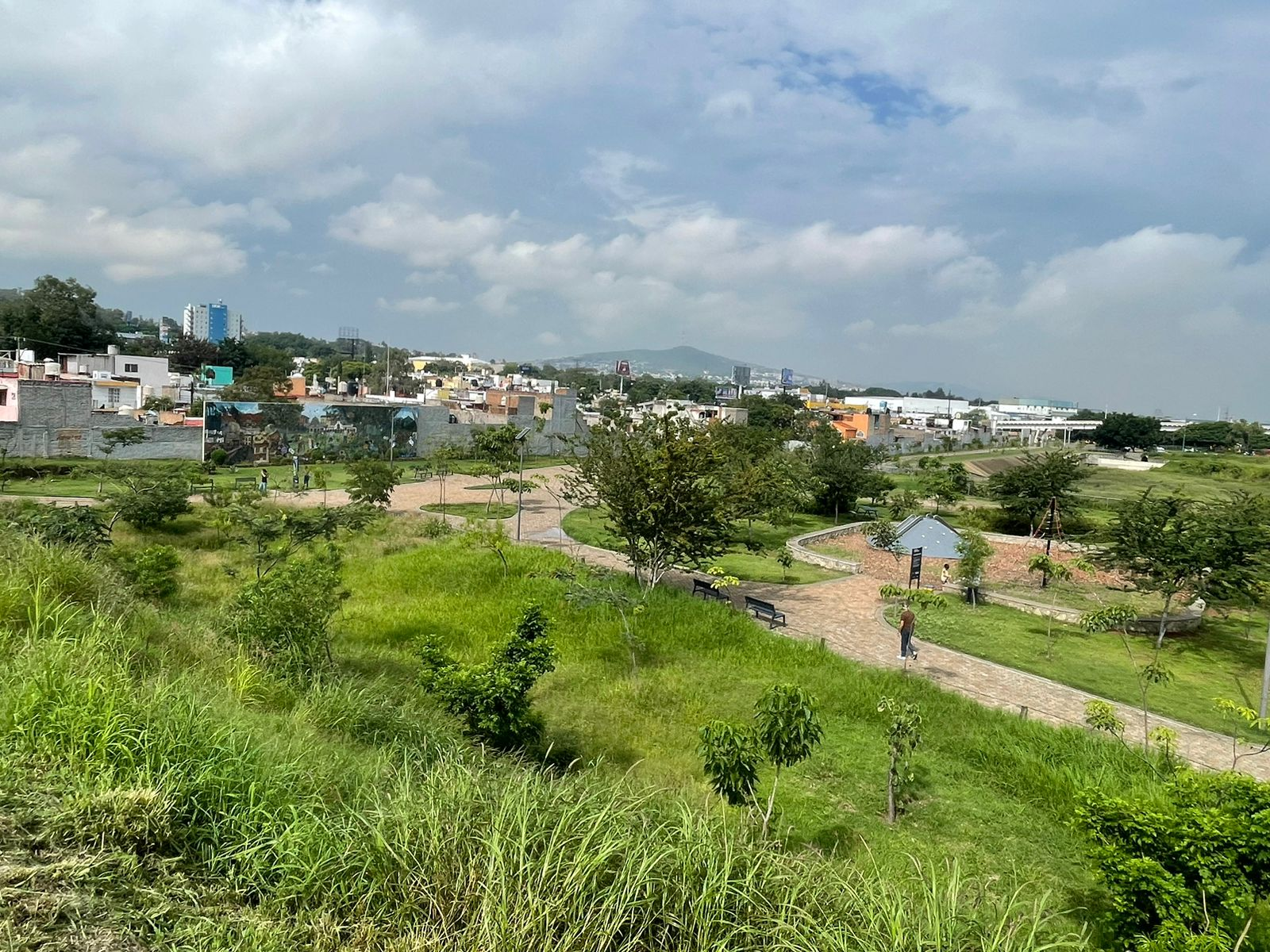
Vegetación en el Bosque Urbano Tlaquepaque

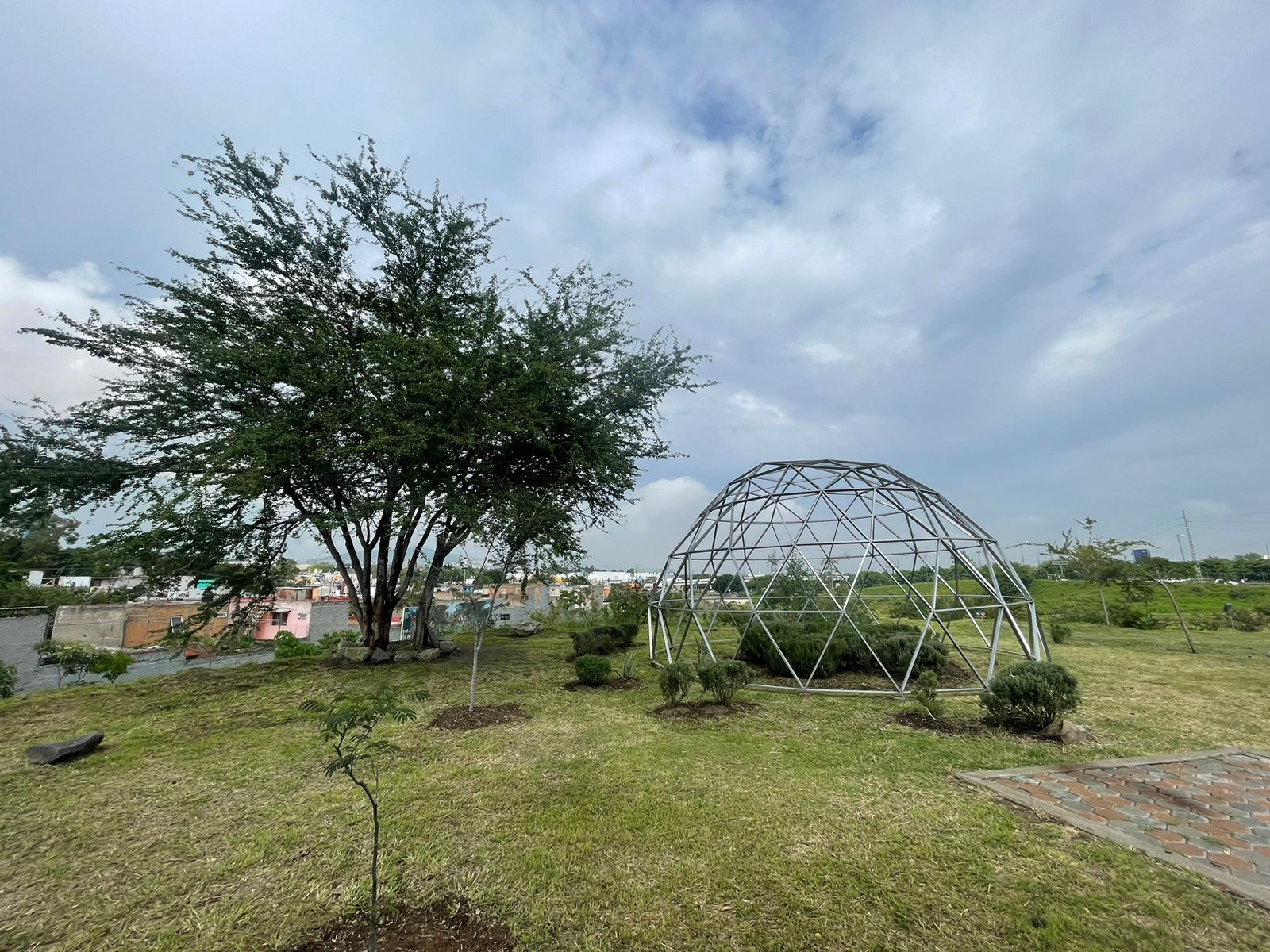
Geodesica

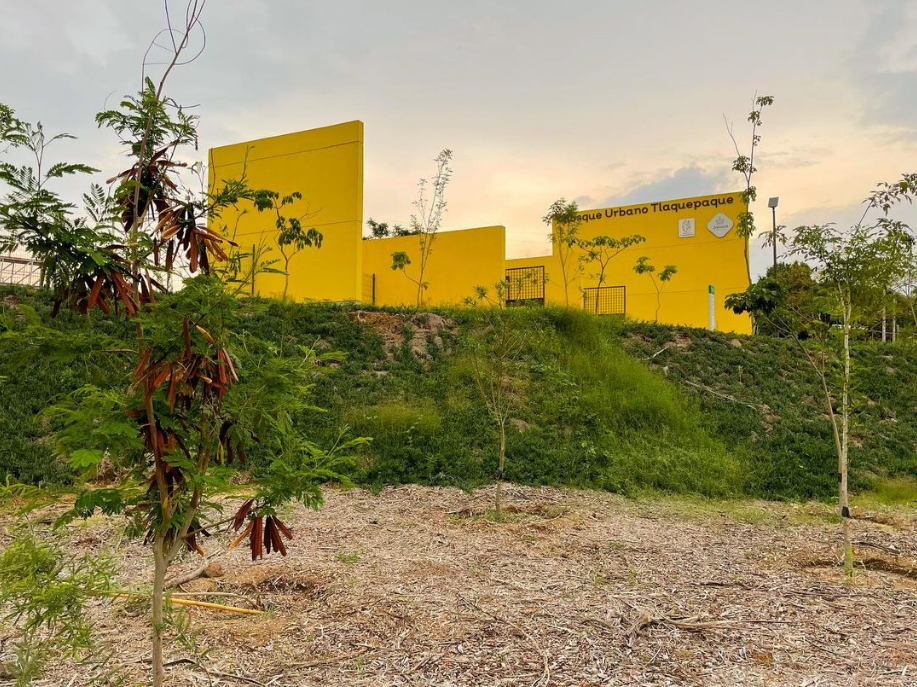
Ingreso Amarillo Lázaro Cárdenas

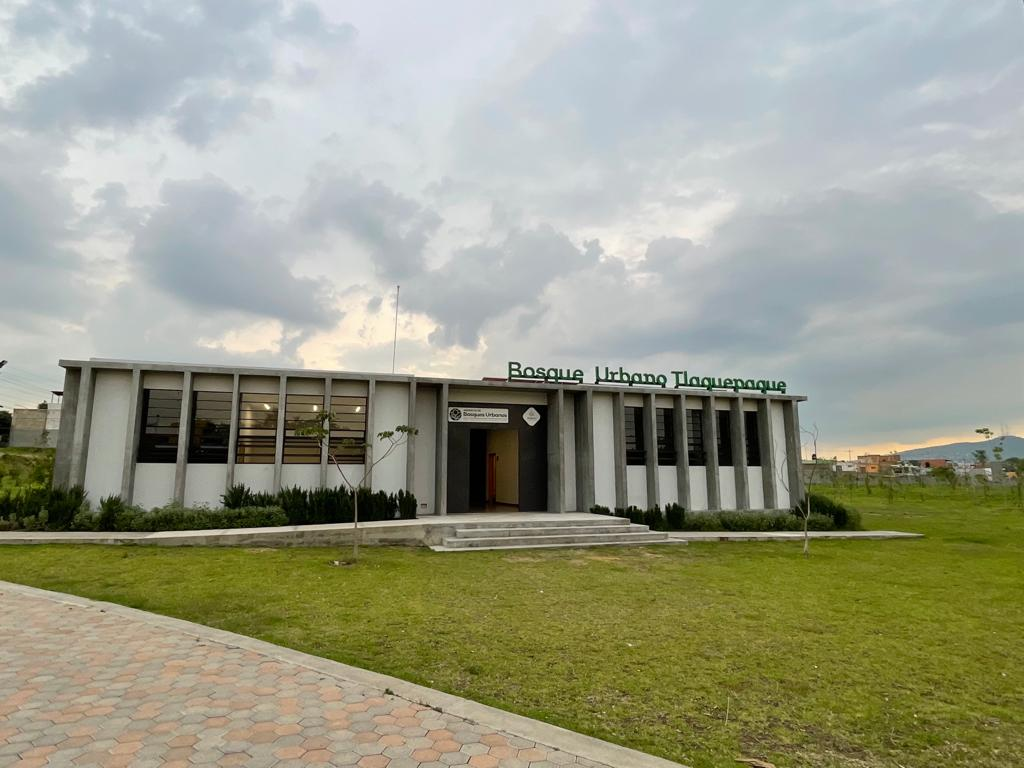
Módulo Administrativo

Dentro del Bosque Urbano Tlaquepaque crecen diversas especies de plantas, además cuenta con jardines polinizadores, en los que la mayor parte de las especies de plantas son nativas del país, las cuales se muestra en la siguiente tabla:
| Flora                    | Flora                        |
| Nombre                   | Nombre científico            |
| ------------------------ | ---------------------------- |
| Aceitilla blanca         | Bidens alba                  |
| Agave azul               | Agave tequilana              |
| Alfombrilla de campo     | Glandularia bipinnatifida    |
| Asclepias                | Asclepias                    |
| Ayohuiztle               | Solanum rostratum            |
| Cola de alacrán          | Euploca procumbens           |
| Cardo santo              | Argemone ochroleuca          |
| Carrizos                 |                              |
| Dalia                    | Dahlia                       |
| Garambullo               | Myrtillocactus geometrizans  |
| Hierbas de la golondrina | Anisophyllum                 |
| Jaltomate                | Jaltomata procumbens         |
| Lantana                  | Lantana camara               |
| Lavanda                  | Lavandula                    |
| Margarita                | Bellis perennis              |
| Muicle                   | Justicia spicigera           |
| Nopal                    | Opuntia ficus-indica         |
| Ojo de perico            | Melampodium perfoliatum      |
| Pasiflora                | Passiflora edulis flavicarpa |
| Pera                     | Solanum elaeagnifolium       |
| Petunia                  | Petunia                      |
| Quintonil                | Amaranthus hybridus          |
| Rocío                    | Geniculiflora                |
| Romero                   | Salvia rosmarinus            |
| Sabila                   | Aloe                         |
| Salvia                   | Salvia officinalis           |
| Tabaquillo sudamericano  | Nicotiana glauca             |
| Tlacote                  | Salvia mexicana              |
| Toloache                 | Datura stramonium            |
| Uña de gato              | Carpobrotus edulis           |

Dentro del Bosque Urbano Tlaquepaque habitan insectos y reptiles, además de que es visitado recurrentemente por aves. Las especies que se han avistado e identificado son las siguientes:
| Fauna                    | Fauna                         |
| Nombre                   | Nombre científico             |
| ------------------------ | ----------------------------- |
| Anfibios                 |                               |
| Sapo                     | Spea multiplicata             |
| Reptiles                 |                               |
| Culebra chirrionera      | Coluber mentovarius           |
| Huicos                   | Aspidoscelis gularis          |
| Insectos                 |                               |
| Abeja europea            | Apis mellifera                |
| Hormiga                  | Atta mexicana                 |
| Mariposa monarca         | Danaus plexippus              |
| Mariposa pasionaria      | Agraulis vanillae             |
| Polilla                  | Ascalapha odorata             |
| Aves                     |                               |
| Calandria Cejas Naranjas | Icterus bullockii             |
| Cardenal mosquero        | Pyrocephalus rubinus          |
| Colibrí pico ancho       | Cynanthus latirostris         |
| Conguita                 | Columbina inca                |
| Cuicacoche pico curvo    | Toxostoma curvirostre         |
| Garza blanca             | Ardea alba                    |
| Golondrina               | Hirundo rustica               |
| Jilgueritos              |                               |
| Milano cola blanca       | Elanus leucurus               |
| Mirlo dorso canela       | Turdus rufopalliatus          |
| Paloma alas blancas      | Zenaida asiatica              |
| Papamoscas José María    | Contopus pertinax             |
| Pinzón mexicano          | Haemorhous mexicanus          |
| Rascador viejita         | Melozone fusca                |
| Semilleron cuelliblanco  | Sporophila torqueola          |
| Tirano Chibiú            | Tyrannus vociferans           |
| Tirano                   | Tyrannus melancholicus        |
| Tordo cabeza amarilla    | Xanthocephalus xanthocephalus |
| Tordo ojos rojos         | Molothrus aeneus              |
| Verdugo americano        | Lanius ludovicianus           |
| Zanate                   | Quiscalus mexicanus           |
| Zopilote negro           | Coragyps atratus              |
| Mamíferos                |                               |
| Ratón                    | Mus musculus                  |
| Murciélago               |                               |

## Punto Verde Metropolitano del Bosque Urbano Tlaquepaque

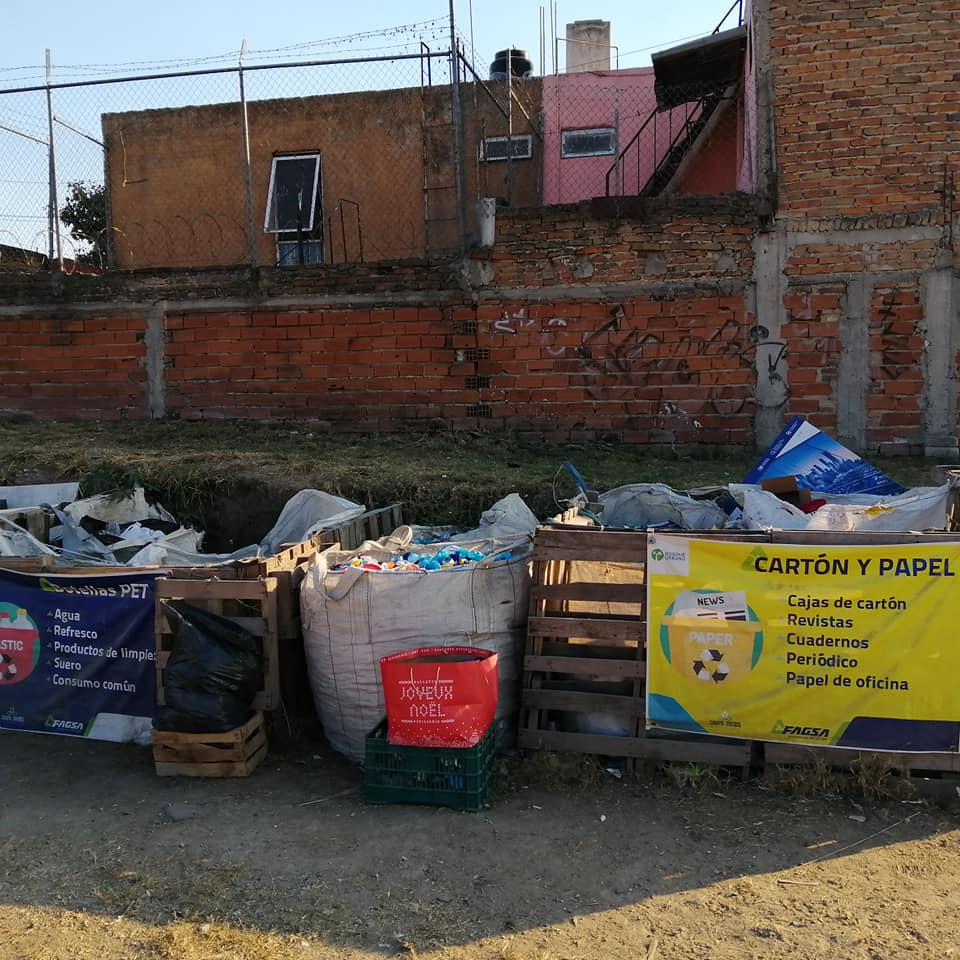
Centro de Acopio Comunitario de Residuos

Durante el movimiento comunitario en el terreno, el Colectivo Vecinal instaló un sitio para el acopio de residuos reciclables y orgánicos, con la finalidad de concientizar a los vecinos sobre la importancia de la gestión correcta de los residuos, el cual inició operaciones en junio de 2020, siendo el primero gestionado por vecinos en el municipio de Tlaquepaque.
Esta acción comunitaria fue una de las principales acciones que dieron el respaldo por parte del IMEPLAN y la Coordinación General Estratégica de Gestión del Territorio del Gobierno Estatal para la recuperación del terreno en pro del Bosque Urbano Tlaquepaque.
Con el paso de lo meses y la respuesta de los vecinos, el Centro de Acopio fue creciendo en tipos de residuos acopiados, actualmente en él se reciben residuos orgánicos, PET, polietileno de baja densidad, polietileno de alta densidad, polipropileno, aluminio, chatarra, cartón, papel, tetrapack, vidrio, tapitas de polipropileno y en campañas con el Ayuntamiento de Tlaquepaque, se acopian baterías, eléctricos y electrónicos.

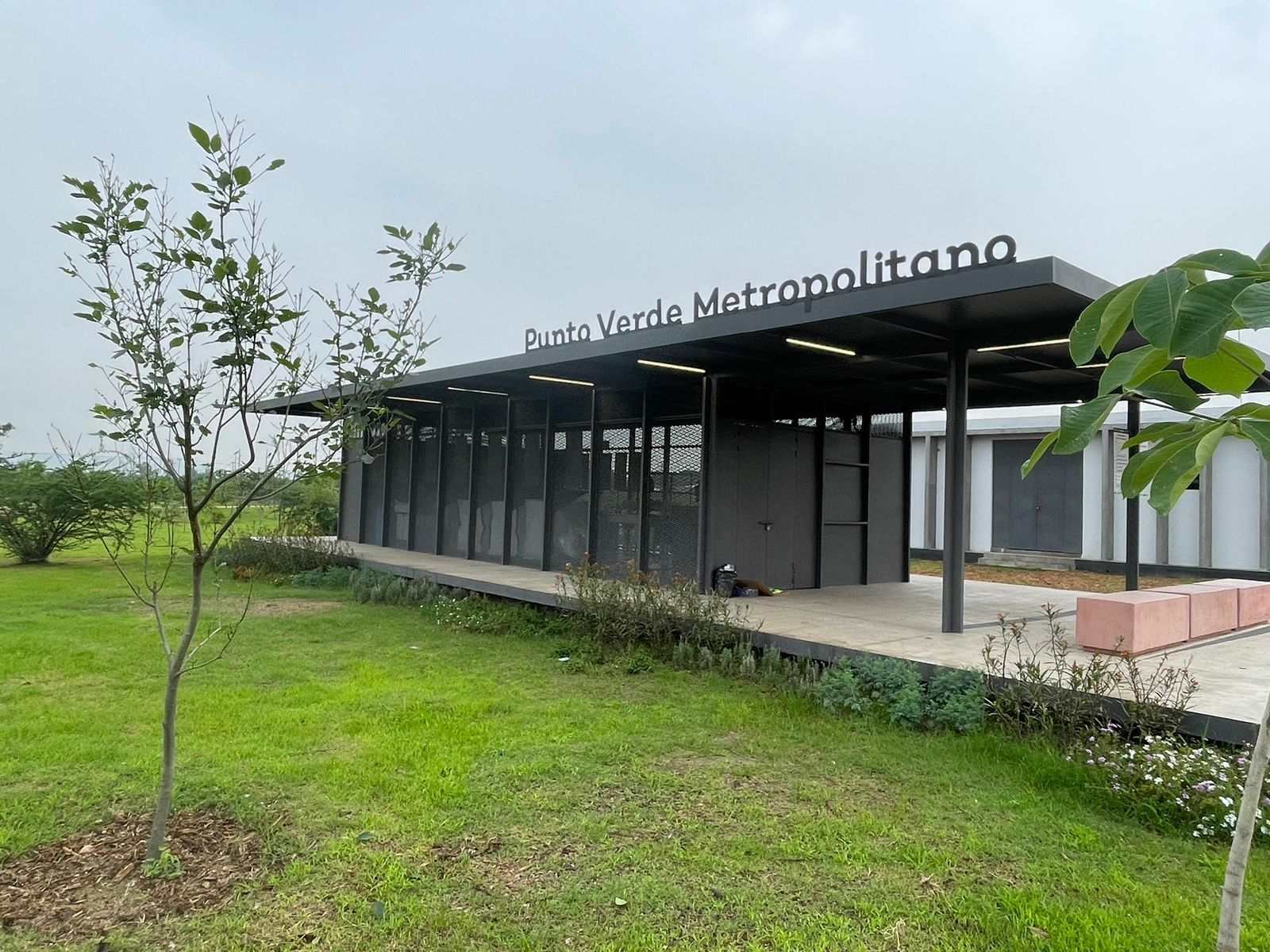
Punto Verde Metropolitano

En septiembre del 2022, dentro del marco del lanzamiento de la estrategia METRO RESILIENCE GUADALAJARA, un proyecto en conjunto entre IMEPLAN y Resilient Cities Network Latinoamérica (R-Cities LAC), se da a conocer que el Centro de Acopio Comunitario de Residuos del Bosque Urbano Tlaquepaque fue elegido para ser el "Punto Verde" piloto, esto como parte de la convocatoria “Asociación para Ciudades Sostenibles” realizada y financiada por la Unión Europea, la cual consistió en diseñar un modelo operativo de los nuevos Centros de Economía Circular en el Área Metropolitana de Guadalajara, misma que fue trabajada en conjunto con apoyo técnico del Área Metropolitana de Barcelona. 
El Punto Verde Metropolitano fue inaugurado en julio del 2024 con presencia de Gautier Mignot, Embajador de la Unión Europea en México, el Gobernador de Jalisco, Enrique Alfaro, junto a autoridades metropolitanas, municipales, autoridades del Área Metropolitana de Barcelona y las y los vecinos. Actualmente es operado por el Imeplan, con un horario definido, en el que reciben diferentes tipos de materiales para reciclaje, junto a ello se realizan actividades de educación ambiental, tales como charlas de concientización, talleres educativos entorno al manejo de residuos, así como actividades enfocadas a la economía circular.

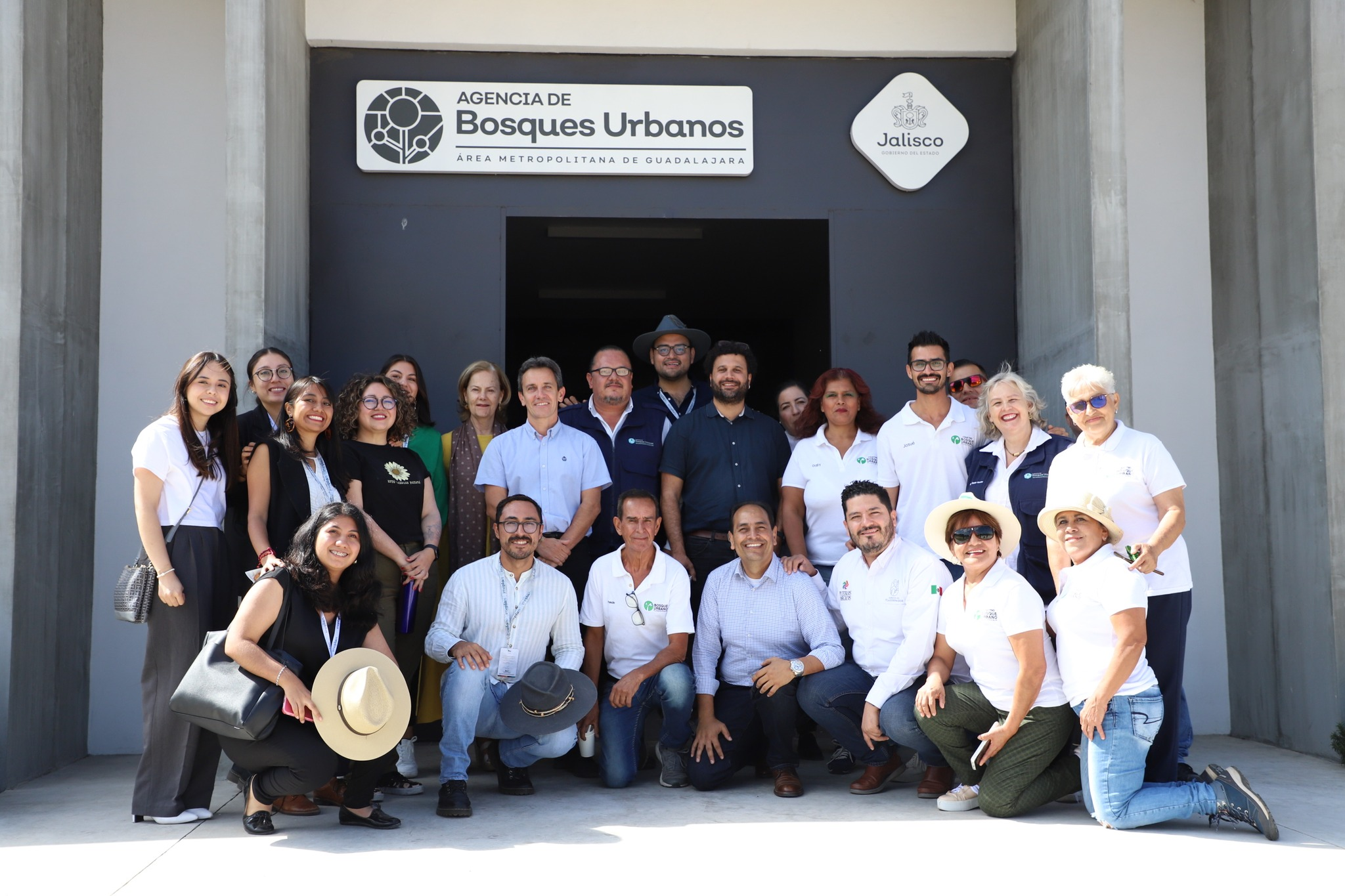
Lanzamiento del Punto Verde

.

## Arboretum Ficus de Jalisco

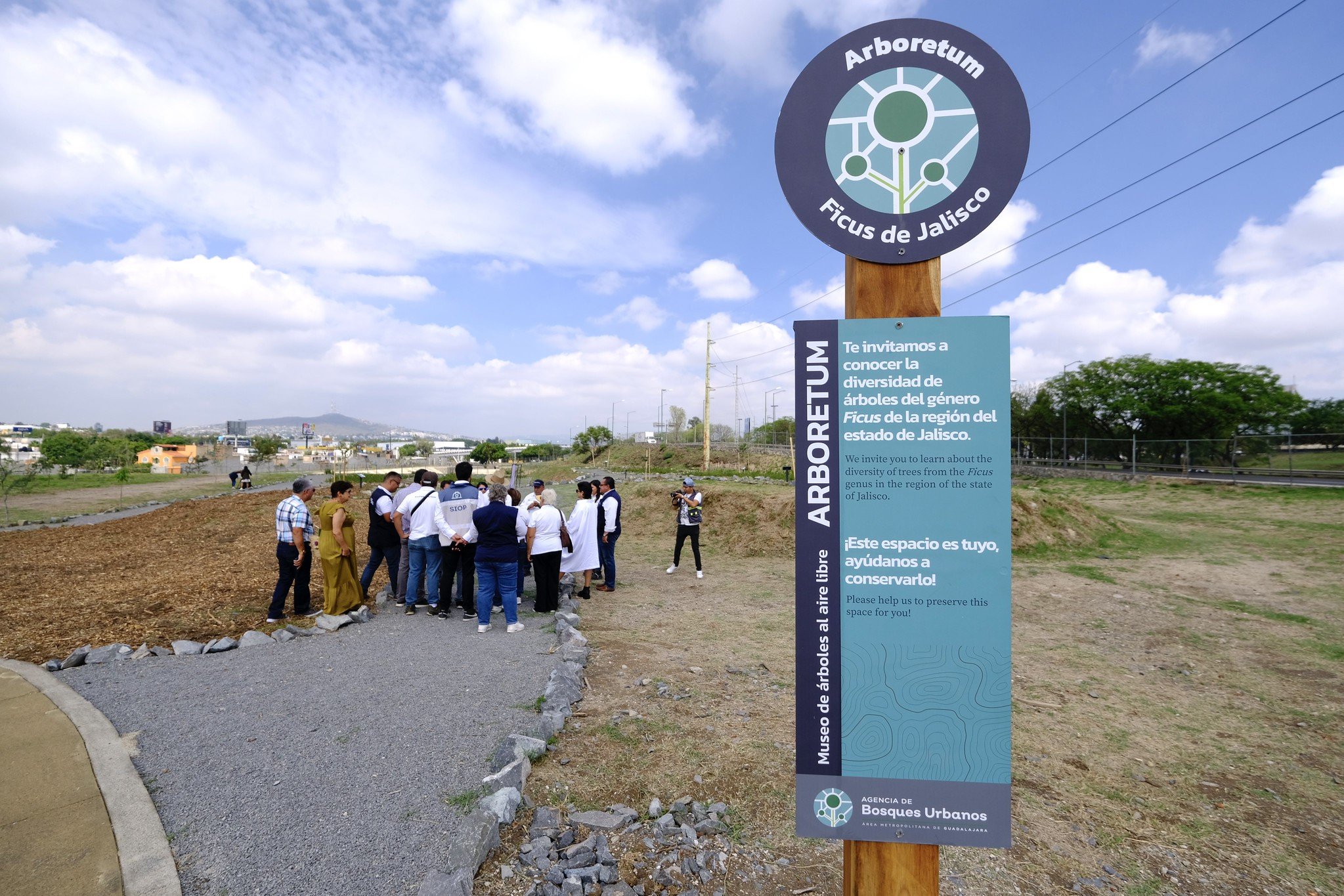
Arboretum Ficus de Jalisco

Con el objetivo de expandir el desarrollo arbóreo y exhibir las principales especies de Higueras nativas del estado de Jalisco, la Agencia Metropolitana de Bosques Urbanos (AMBU) desarrolló un Arboretum con la temática de Ficus del estado de Jalisco, el cual funciona bajo la lógica de un museo natural protegido, el arboretum cuenta con las 12 especies de ficus (higueras) nativas de Jalisco, por lo que hace de este sitio el único lugar urbano donde se pueden apreciar todas las especies de ficus que crecer de forma natural en el estado de Jalisco. Estas especies aportan mayores beneficios ambientales además de un alto valor patrimonial dentro de los bosques urbanos, a través de la captura de carbono y retención de contaminantes, a diferencia de otras especies exóticas.

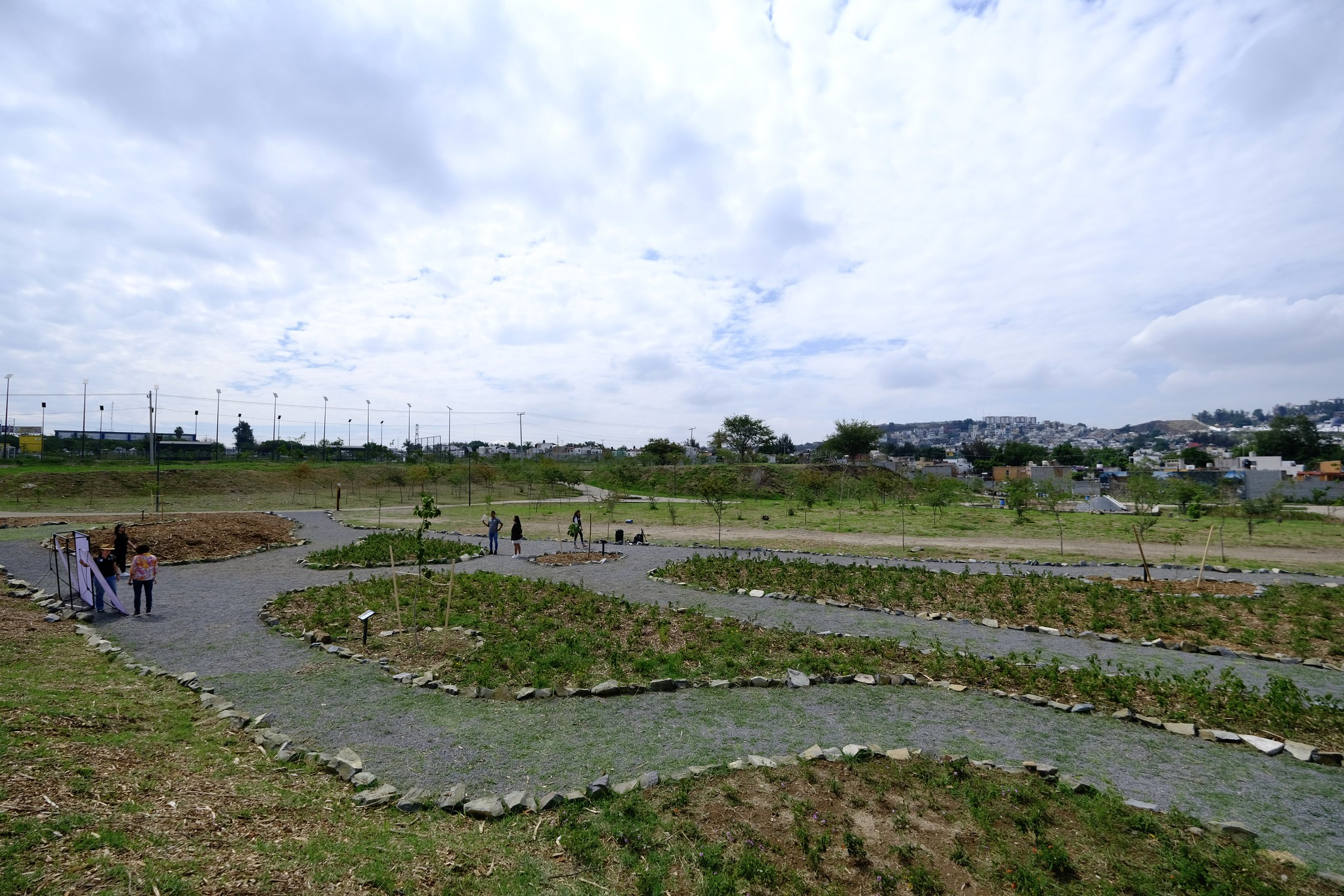
Arboretum Ficus de Jalisco

Las especies que cuenta este arboretum son:
| Arboretum Ficus de Jalisco | Arboretum Ficus de Jalisco |
| Nombre                     | Nombre científico          |
| -------------------------- | -------------------------- |
| Aguacatillo                | Ficus obtusifolia          |
| Amate caballo              | Ficus maxima               |
| Amate de hoja ancha        | Ficus lapathifolia         |
| Amate dorado               | Ficus aurea                |
| Amate negro                | Ficus cotinifolia          |
| Camichin                   | Ficus pertusa              |
| Higuera blanca             | Ficus insipida             |
| Higuera negra              | Ficus crocata              |
| Jalamate                   | Ficus velutina             |
| Texcalame                  | Ficus petiolaris           |
| Zalatillo                  | Ficus pringlei             |

Estos árboles contribuyen de manera significativa a la conservación de las funciones ecosistémicas ya que se constituyen como hábitat y son proveedores de alimento para la fauna silvestre, principalmente aves y murciélagos, además de que aportan a la conservación del suelo, la estética del paisaje y el uso socioambiental de las áreas verdes.
De momento son árboles jóvenes, que con el paso de los años crecerán y se desarrollarán.

## Mural Nueva Tierra
Una de los principales atractivos del bosque es el mural Nueva Tierra, creación de la muralista jalisciense Priscila Martínez Almeida, quien con ayuda de su equipo, elaboraron esta obra de arte durante los meses de junio-noviembre del 2021.
El mural es parte de la iniciativa MÉTIS de la Agencia Francesa para el Desarrollo, el cual formó parte de ocho iniciativas a nivel mundial, con el objetivo de “promover transformaciones sociales y medioambientales a través del arte”. El Bosque Urbano Tlaquepaque fue el sitio elegido en México para realizar este proyecto, esto debido a la gran lucha social y comunitaria para la recuperación del espacio púbico e iniciar su restauración ambiental por parte del Colectivo Vecinal. El mural tiene una medida de 100 metros cuadrados (5 metros de altura y 20 metros de longitud), está realizado con técnica de pintura acrílica, su ubicación es en la explanada principal del Bosque. Está dedicado a la sensibilización y promoción de la biodiversidad y la adecuada gestión medioambiental. 
Para llevar a cabo el mural, la Agencia Francesa para el Desarrollo realizó 3 talleres participativos en coordinación con el Colectivo Vecinal, en los cuales participaron vecinos de la zona de todas las edades, autoridades de la SEMADET, miembros de la Agencia Metropolitana de Bosques Urbanos, quienes apoyaron en orientar a la artista sobre las especies de flora y fauna a plasmar dentro de la obra. Estos talleres tuvieron como objetivo conocer más acerca del proceso social que se dio en el espacio público, sus protagonistas y las diferentes acciones comunitarias realizadas durante la toma pacífica del terreno.
Dentro del mural se observan especies de flora y fauna que habitan las diferentes regiones del estado de Jalisco, tales como el jaguar, cotorros, tlacuaches, pelicanos, venado cola blanca, ardillas, murciélagos, coatís, peces, mariposas monarcas, ahuehuetes, arrayanes, pasifloras, cacao, calabaza, maíz, pitayas, dalias, asclepias, pitahayas, etc. Así mismo se pueden observar sitios naturales y edificios de la ciudad, el municipio y la colonia, tales como, el Nevado de Colima, el Volcán de Colima, la Barranca de Huentitán, la Parroquia de la Preciosa Sangre de Cristo, la Presidencia Municipal de Tlaquepaque, el Hospicio Cabañas, etc.
El mural está dividido en 3 partes, la primera de ellas es la ciudad contaminada, después se presenta una mujer (la madre tierra) tejiendo un manto con la biodiversidad del estado de Jalisco, así como los elementos arquitectónicos que le dan ubicación y contexto al mural junto a varias personas realizando actividades comunitarias, las cuales representan al Colectivo Vecinal actuando y trabajando físicamente en el terreno para su recuperación y restauración ambiental, y la tercera parte con una proyección más natural del estado de Jalisco.
Dentro de los detalles se puede observar como el árbol natural de arrayán ubicado detrás del mural se integra a la obra de arte, dándole un gran efecto natural al mural.